# Alastor ricae
Alastor ricae är en stekelart som beskrevs av Giordani Soika 1934. Alastor ricae ingår i släktet Alastor och familjen Eumenidae. Inga underarter finns listade i Catalogue of Life.